# Шпанн, Отмар
Отмар Шпанн (нем. Othmar Spann; 1 октября 1878[…], Альтмансдорф — 8 июля 1950[…], Нойштифт, Бургенланд) — австрийский экономист, социолог и философ-младоконсерватор.
Радикальный традиционалист, защитник антилиберальных и антисоциалистических взглядов, идеолог корпоративного государства. Благодаря своей авторитарной доктрине универсализма в отношении сословного государства, он считается основоположником австрофашизма и, следовательно, австрийской диктатуры Дольфуса — Шушнига (1933—1938), а также вдохновителем государственной идеологии Словацкой республики (1939—1945).
Армин Молер классифицировал Шпанна как австрийского представителя так называемой консервативной революции.

## Биография

### Детство и карьера 1878—1914
Отмар Шпанн был сыном промышленника, изобретателя и убеждённого социал-демократа Йозефа Шпанна. Он вырос в Альтмансдорфе, пригороде Вены. У него было трое братьев и сестёр, и после ранней смерти его матери отец больше не мог обеспечивать семью. Таким образом, с 12-летнего возраста Шпанн рос со своей бабушкой по материнской линии, чей муж был бывшим сержантом и чей военный образ жизни отличался от образа жизни его отца. Он посещал Бюргершуле (нем. Bürgerschule; гражданскую школу, готовящую к практическим профессиям в сфере торговли и ремёсел) с 1884 по 1898 год. Среднюю школу в Вене с 1889 по 1892 год и закончил курс коммерции в частной коммерческой школе с 1892 по 1894 год. Он также работал в бизнесе своего отца. С 1894 по 1896 год он посещал торговую школу, свидетельство об окончании которой не считается полноценным экзаменом на зрелость в Австрии. В конечном итоге это и стало причиной того, что Шпанн отправился учиться за границу. С 1896 по 1897 год Шпанн служил добровольцем в течение одного года, половину окторого он провёл в Тирольском кайзерегерском полку, расквартированном в Вене, а вторую половину — в полку Шеклера в Венгрии, где он выучил венгерский язык. Год службы добровольцем обеспечил ему аттестат зрелости.
В течение двух семестров в 1898 и 1899 годах Шпанн был приглашённым студентом философского факультета Венского университета. В 1900—1901 годах он проучился один семестр по политическим и камеральным наукам в Цюрихском университете, где его степень была признана, а затем один семестр по политическим наукам в Базельском университете. Во время пребывание в Цюрихе Шпанн получил перелом основания черепа, последствиями которого, в том числе повторяющимися симптомами паралича, он страдал до самой смерти. После семестра в Базеле он учился в Тюбингенском университете, где 16 июля 1903 года получил степень доктора политических наук за диссертацию Zur Kritik des Gesellschaftsbegriffes der modernen Soziologie («О критике понятия общества в современной социологии»).
С 1903 по 1907 год Шпанн работал научным ассистентом (статистиком) в «Центре частного социального обеспечения» во Франкфурте-на-Майне под руководством социального работника Кристиана Ясперса Клумкера. Он был ответственен за проведение эмпирические исследований незаконнорождённого населения. В конце 1904 года вместе с Германом Беком и Ханнсом Дорном основал журнал Kritische Blätter für die gesamten Sozialwissenschaften («Критические страницы для всех общественных наук»).
17 октября 1906 года Шпанн женился на поэтессе Эрике Шпанн-Райнш (1880—1967), от которой у него родились сыновья Адальберт Шпанн (1907—1942) и Рафаэль Шпанн (1909—1983). Могила Отмара Шпанна и его жены сохранилась на местном кладбище в Бергверке.
В 1907 году для получения должности доцента в Технической высшей школе в Брюнне Шпанн защитил докторскую диссертацию «Экономика и общество: критическое исследование догм». С 1907 по 1909 год ему была предоставлена должность «приват-доцента», которая позволяла ему преподавать и взимать сборы со студентов. Уже в 1908 году Шпанн начал работать в качестве постоянного императорско-королевского заместителя секретаря центральной статистической комиссии в Вене. Ему было поручено провести новую перепись населения в Австрии в период с 1909 по 1910 год.
В 1909 году он был назначен в Немецкий технический университет в Брно экстраординарным профессором, а с 1911 по 1919 год — действительным профессором экономики и статистики.

### 1914—1918 Первая мировая война
С 1914 по 1918 год, во время Первой мировой войны, Шпанн был первым лейтенантом резерва. Он был ранен во время Галицийской битвы (ныне Львов, Украина) 27 августа 1914 года. После выздоровления сначала был командиром роты русских военнопленных, а затем, вплоть до конца 1918 года, ему была предоставлена должность в «научном комитете по экономике военного времени» при военном министерстве в Вене.

### 1918—1938: Первая республика и диктатура Дольфуса-Шушнига
В 1919 году по инициативе министра образования Австрии Эмериха Чермака он был назначен полным профессором экономики и социальных наук в Венском университете, где должен был сформировать философскую оппозицию австромарксизму. Город Вена считался оплотом австро-марксистских позиций, а на юридическом факультете они представляли собой доминирующую университетскую философию. Назначив Шпанна, администрация христианско-социального преподавания стремилась создать идеологический оплот против австрийской социал-демократии и большевизма. Своим циклом лекций 1920 года под названием «Истинное государство» Шпанн начал задавать направление своей корпоративистской теории, универсализма. В 1921 году лекции были опубликованы в виде книги под тем же названием. В своей работе он разработал целостную теорию, основанную на Адаме Генрихе Мюллере. Пропагандируемые в ней антидемократические и антимарксистские идеи были особенно популярны среди немецких националистических и консервативных католических студенческих групп в Австрии и Судетской области, и он быстро стал культовой фигурой.
Шпанн был популярен среди студентов не только своими лекциями, которые выходили за пределы аудиторий университета, но и фестивалями, которые он проводил в середине лета в лесу, где учил, что «способность интуитивно постигать сущность воспитывается прыжками через костёр…» (Caldwell 2004, 138-9)
В 1928 году он также стал членом правления Воинствующей лиги за немецкую культуру (нем. Kampfbund für deutsche Kultur, KfdK). Первое публичное мероприятие лиги состоялось 23 февраля 1929 года в «Auditorium Maximum» Мюнхенского университета, где он выступил с речью о культурном кризисе современности, которая была хорошо принята в СМИ того времени. Шпанн призывал к авторитарному корпоративному государству как «третьему пути» между демократией и марксизмом. Однако из-за разногласий с руководством организации он был исключён из «Лиги» в 1931 году.
В марте 1929 года Отмар Шпанн в своей лекции в Мюнхенском университете принизил исследования Когена и Кассирера о философии Канта на основании их еврейского происхождения.
С 1933 года он был редактором журнала «Ständisches Leben» (нем. Усадебная жизнь), который был тесно связан с нацизмом. Он поддерживал сожжение книг, но не масштабы антисемитизма. Начиная с 1935 года, его идеи всё чаще подвергались нападкам со стороны нацистских органов. Между 1936 и 1938 годами, когда НСДАП была запрещена в Австрии, в его замке в Бергверке находилась нелегальная типография.
Шпанн неоднократно пытался привлечь внимание правящих кругов к своей авторитарной теории корпоративного государства, которое, по его мнению, должно быть немедленно введено для всеобщего блага. Примерно в 1930 году он также вступил в нацистскую партию. В 1933 году австро-венгерский социальный философ Карл Поланьи писал, что Шпанн дал фашизму первую всеобъемлющую философскую систему, а его идея антииндивидуализма стала его руководящим принципом.

### 1938—1945: Нацистский режим в Австрии
Хотя в значительной степени он был созвучен эпохе, он неоднократно встречал неодобрение, пока в 1938 году, сразу после аншлюса, в ходе национал-социалистической чистки преподавательского состава Венского университета, Шпанн был вынужден уйти в отставку в 1938 году. Причиной, однако, была не антинационал-социалистическая позиция, а лавирование между «авторитарными позициями корпоративного государства», немецким национал-социализмом и «движением судетских немцев». Шпанн был арестован и предположительно уволен, лишившись профессорского звания в Венском университете, которое он занимал с 1919 года.
В 1938 году он был арестован и предположительно помещён на четыре месяца в концентрационный лагерь Дахау, где, по слухам, в результате жестокого обращения заболел тяжёлым заболеванием глаз. Однако доказать факт заключения в концентрационный лагерь Дахау в архивах не удалось.

### 1945—1950: Послевоенный период
После окончания войны Шпанн, удалившийся в свой замок в Бергверке, безуспешно добивался восстановления в университете. В 1945 году, в возрасте 67 лет, ему был официально предоставлен отпуск, а в 1949 году он вышел на пенсию с полным сохранением содержания, так и не начав преподавать.

## Шпаннианский универсализм
Авторитарно-корпоративная холистическая доктрина универсализма Шпанна (также известная как «шпаннизм») была основана на онтологической метафизике, которую Шпанн создал, соединив различные направления мысли из политики, социальных наук и экономики. С точки зрения истории идей, его универсализм в основном основывался на теории идей Платона, средневековом немецком мистицизме, идеализме Гегеля и философии романтизма. Работы из этих школ мысли он опубликовал в своей многотомной антологии «Die Herdflamme» (нем. Пламя очага).
Важнейшую задачу универсализма Шпанн видел в «преодолении индивидуалистической социальной и экономической теории». За свою академическую карьеру Шпанн написал множество социально-политических трудов, из которых его работа «Истинное государство» 1921 года считается самой важной. Термин «шпаннизм» также используется для обозначения универсализма. В ней он разработал «социальную модель, основанную на средневековых гильдиях, структурированную по сословиям и характеризующуюся иерархией, которая, вместо равного избирательного права для граждан, знала избрание верховного лидера лидерами разнообразных, структурированных масс и ассоциаций». Согласно Шпанну, народ не был образован ни государством, ни расой или языком, а только «духовным сообществом». Шпанн видел это у немцев в их этническом «народе» и их «народной собственности». Эта универсалистско-идеалистическая социальная доктрина была направлена против рационализма, либерализма, материализма и марксизма и призывала к реорганизации государства и общества на профессиональной основе (корпоративное государство).
Универсалистское учение Шпанна описывало мир не как атомистическую структуру в смысле теории рынка, а как органическую структуру в смысле теории структуры. В рамках этого органического целого, в котором «каждый отдельный член может быть адекватно определён только по отношению к вышестоящей единице», иерархически структурированная социальная единица имеет приоритет над индивидом. Шпанн представлял экономическую систему в виде многоуровневой структуры с мировой экономикой на вершине, которая далее подразделяется в порядке убывания на национальные экономики, региональные экономики, бизнес-ассоциации, компании и отдельных экономистов.

## Известные студенты
- Оскар Моргенштерн
- Фридрих Август фон Хайек
- Эрик Фёгелин

## Восприятие

### Экономика
Его учебник по экономике «Основные теории политической экономии» (1911) выдержал 28 переизданий. По словам Хельмута Волла (1994), Отмар Шпанн считается «самым влиятельным экономистом веймарского периода». Волл приписывает универсализм Шпанна к истории догм.

### Австрийский представитель консервативной революции
По мнению Армина Пфаль-Траугбера, Шпанн, применительно к своей теории корпоративного государства, является австрийским представителем ультранационалистической консервативной революции. Пфаль-Траугбер причисляет Шпанна к этому интеллектуальному течению из-за его позиций, в частности, как представителя младоконсерваторов. Согласно Пфаль-Траугберу, в отличие от многих других консервативных революционеров, теория корпоративного государства Шпанна предоставила «конкретное и всеобъемлющее контрпредложение отвергнутому демократическому конституционному государству». Как интеллектуал, живший и работавший в Австрии, он сыграл лишь ограниченную роль в формировании и развитии Консервативной революции, но его мышление также помогло сформировать её главных героев, таких как Эдгар Юлиус Юнг. Карл Брукшвайгер (2005) относит мышление Отмара Шпанна к консервативной революции, как это определено в работе Рольфа Петера Зиферле.

### Место и влияние в политическом католицизме
Универсалистов вокруг Шпанна относят к социально-романтическим течениям внутри политического католицизма, все из которых представляли «более или менее отсталые, ориентированные на романтизм, феодализм и городское хозяйство» взгляды. Помимо универсалистов, окружавших Шпанна, к социально-романтическим течениям причисляют также группы вокруг Антона Орела, Карла Лугмайера, Йозефа Эберле и Эрнста Карла Винтера. При этом Шпанн со своим направлением в межвоенный период возвысился «до решающего выразителя социально-романтического мира идей». Йонас Хагедорн (2016) подчеркивает, что авторитарно-корпоративистская модель общества Шпанна — лишь один из трех вариантов корпоративизма, представленных политическим католицизмом. Резким контрастом антидемократическому и централистскому универсализму были варианты свободного корпоративизма, представленные солидаристами и католическими социалистами в социал-демократической концепции экономической демократии.

### Отношение к фашизму и нацизму
Согласно Райнхольду Кноллю (2005), Шпанн никогда не называл себя фашистом или нацистом. Он стал «центральной фигурой» «новых католиков», «консервативных правых» в Германии и Австрии. По мнению Кнолля, Шпанн стремился стать «идеологом „новой Германии“», но явно уступал своему нацистскому оппоненту Альфреду Розенбергу. Хельмут Волл также рассматривает Шпанна в контрасте с немецким нацизмом. Волл утверждает, что Шпанн «своим универсализмом провозгласил более чем столетнюю Контрреформацию». По словам Волла, Шпанн «по сути, был направлен только против атеистического индивидуализма, а не против христианства». Шпанн использовал термин универсализм в том смысле, в каком его понимал Аристотель: «Целое больше, чем сумма его частей». Нацизм же, по мнению Альфреда Розенберга, был направлен против индивидуума в целом и требовал «примата расы» — для нацистов «раса» была универсалом. «Хотя Шпанн и Розенберг использовали термин „универсализм“, — утверждает Волл, — они подразумевали под ним совершенно разные вещи».

### Влияние в Австрии
Йонас Хагедорн (2016) считает, что ученичество Шпанна интеллектуально подготовило почву для австрийского правительства Дольфуса-Шушнигга. Универсализм Шпанна также смог оказать определённое влияние на немецкий политический католицизм. В частности, Католическая академическая ассоциация объявила учение Шпанна своей доктриной. По мнению Вальтера Юхнера и др. (2000), Шпанн оказал «значительное влияние [sic!]» на католицизм в немецкоязычных странах. Роберт Крихбаумер (2005) аналогичным образом утверждает, что Шпанн стал «красноречивым и влиятельным пророком политического неоромантизма» в Первой Австрийской Республике, чьи корпоративно-авторитарные, антилиберальные идеи «в значительной степени» повлияли на академическую молодежь. Штефан Брейер (1995) называет Шпанна «лидером католических правых». Эммерих Талос (2013) утверждает, что Шпанн «теоретически обосновал критику парламентской представительной системы и партий, а также предпринятые в связи с экономическим кризисом усилия по поиску авторитарного решения для посредничества между государственными и общественными интересами». Универсализм не был реализован в Австрии с точки зрения realpolitik, но внес «значительный вклад» в содержание дискуссии о сословиях. Таким образом, Шпанн оказал косвенное влияние на Хеймвер (нем. Heimwehr — отряды самообороны) и, через Игнаца Зейпеля, на Христианско-социальную партию.
С 1929 года Шпанн был близок к Хеймверу, особенно к Штирийской службе внутренней безопасности, с лидером которой, Вальтером Пфримером, он также выступал на мероприятиях и чье издательство опубликовало его эссе «Die Irrungen des Marxismus» (c нем. «Ошибки марксизма»). Близкий соратник Шпанна, Вальтер Хайнрих, в 1930 году возглавил федеральную организацию австрийской службы внутренней безопасности, он считается автором Корнейбургской клятвы. Ханс Риль (социолог), ещё один ученик Шпанна, также занимал должность руководителя пропаганды в федеральном объединении. Хайнрих основал Товарищеское объединение по национальному и общественно-политическому воспитанию, через которое учение Шпанна решающим образом формировало политическое движение судетских немцев до 1938 года. Его члены были также известны как «Spannkreis».
Шпанн, особенно в своей книге «Истинное государство», развивал идею авторитарной и в значительной степени статичной организации корпоративного общества, направленную против парламентской демократии и рабочего движения. Сословия, задуманные как обязательные профессиональные организации, наделялись широкими государственными суверенными правами, а рабочие подчинялись правлению «лидеров бизнеса». Его позиции выступали «посредником между интеллектуальной традицией социально-консервативных идеологий и практикой фашистских массовых движений» и тесно связаны с традициями политического католицизма от Зейпеля до Дольфуса. Конгломерат клерикально-романтических и немецко-националистических идеологем, — по мнению историка Виллибальда Хольцера, — поскольку он был основан на обращении Шпанна как к романтико-клерикальным, так и к национал-империалистическим традициям, необходим для того, чтобы поворот Шпанна к итальянскому фашизму, немецким национал-социалистам и всем трем австрийским фашизмам был благоприятным, а его интегративная функция внутри австрийских правых стала возможной в первую очередь.
В связи с его биографией историк и политик ÖVP Геральдарио рассматривает Шпанна как нетипичного представителя австрийской интеллигенции XX века: «Он сопротивлялся поглощению корпоративным государством и нацистской диктатурой, но, несмотря на физические травмы, полученные в концлагере, его считали персоной нон грата во Второй республике. В этом проявилась нетипичная карьера: Шпанну удалось быть непопулярным в трех последовательных различных фазах австрийской политики».

### Влияние в Словакии
Корпоративно-авторитарная доктрина Шпанна также оказала «большое влияние» на клерикально-националистическое партийное крыло партии «Лудак» в Словакии. Первоначально оно было взято на вооружение радикальным католическим кругом интеллектуалов вокруг журнала Nástup (слов. Восхождение), а затем также представлено более поздним лидером партии Йозефом Тисо. Государственная идеология Словацкого государства, сформулированная партийным идеологом Штефаном Поляковичем в 1939 и 1941 годах, в значительной степени была вдохновлена учением Шпанна.

## Труды

### Немецкие издания
1. Frühe Schriften in Auswahl. 1974, ISBN 3-201-00133-3 (Ранние труды по селекции)
2. Die Haupttheorien in der Volkswirtschaftslehre. 1969 (Основные теории в экономике)
3. Fundament der Volkswirtschaftslehre. 1967 (Основы экономики)
4. Gesellschaftslehre 1969 (Общественные науки)
5. Der wahre Staat. Vorlesungen über Abbruch und Neubau des Staates. 1972 (Истинное государство. Лекции о разрушении и восстановлении государства)
6. Tote und lebendige Wissenschaft. Kleines Lehrbuch der Volkswirtschaft in 5 Abhandlungen. 1967 (Мертвая и живая наука. Малый учебник экономики в 5 трактатах)
7. Kämpfende Wissenschaft. 1969 (Затруднения в науке)
8. Kleine Schriften zur Wirtschafts- und Gesellschaftslehre. 1975, ISBN 3-201-00135-X (Небольшие труды по экономической и социальной теории)
9. Kategorienlehre. 1969 (Теория категорий)
10. Der Schöpfungsgang des Geistes. 1969 (Ход творения духа)
11. Gesellschaftsphilosophie. 1968 (Философия общества)
12. Geschichtsphilosophie. 1970 (Философия истории)
13. Philosophenspiegel. Die Hauptlehre der Philosophie begrifflich und geschichtlich dargestellt. 1970 (Зеркало философа. Основная доктрина философии, представленная концептуально и исторически.)
14. Erkenne dich selbst. Eine Geistesphilosophie als Lehre vom Menschen und seiner Weltstellung. 1968 (Познай самого себя. Философия разума как учение о человеке и его положении в мире)
15. Naturphilosophie. 1963 (Философия природы)
16. Religionsphilosophie auf geschichtlicher Grundlage. 1970 (Историческая философия религии)
17. Ganzheitliche Logik. Eine Grundlegung. 1971 (Холистическая логика. Фундамент)
18. Meister Eckeharts mystische Philosophie, im Zusammenhang ihrer Lehrbegriffe dargestellt. 1974, ISBN 3-201-00134-1 (Мистическая философия Майстера Экхарта, представленная в контексте его доктринальных концепций)
19. Kunstphilosophie. 1973, ISBN 3-201-00132-5 (Философия искусства)
20. Gespräche über die Unsterblichkeit. Betrachtungen zweier Krieger im Felde. 1965 (Беседы о бессмертии. Размышления двух воинов в поле)
21. Leben und Werk. Ein Gedenkband aus Anlass der 100. Wiederkehr des Geburtstages. 1979, ISBN 3-201-01110-X (с библиографией). (Жизнь и творчество. Памятный том по случаю 100-летия со дня его рождения)